# Віллевальде Богдан Павлович
Богда́н (Го́тфрід) Па́влович Віллева́льде (нім. Gottfried Willewalde; 12 січня 1819, Павловськ — 24 березня 1903, Дрезден) — російський художник-баталіст, академік з 1945 року, заслужений професор батального живопису з 1888 року, професор Імператорської академії мистецтв. Батько живописців Олександра та Павла Віллевальде.

## Біографія
Народився 31 грудня 1818 [12 січня 1819] року у місті Павловську (нині у складі Пушкінського району Санкт-Петербурга, Росія) у сім'ї вихідця з Баварії. Початкову художню освіту здобув у Карла Юнгштедта. Упродовж 1838—1842 років навчався у Петербурзькій академії мистецтв. Займався як вільний слухач спочатку у Карла Брюлловаа, потім у батальному класі у Олександра Зауервейда. Одночасно з навчанням протягом 1840—1842 років викладав у Малювальній школі Товариства заохочення художників. За час навчання в академії отримав у 1838 році — дві малі, у 1839 році — велику срібну, у 1841 році — малу золоту, у 1842 році — велику золоту медалі і звання художника 1-го класу за картину «Бій при Фершампенуазі» (зберігається в Ермітажі).
У 1843 році, як пенсіонер Академії мистецтв, вирушив до Європи. Якийсь час жив у Німеччині, потім переїхав до Італії. У 1844 році відкликаний раніше закінчення терміну пенсіонерства до Санкт-Петербурга для завершення робіт померлого Олександра Зауервейда. У 1845 році обраний академіком. У 1848 році за картини «Бій при Гісгюбілі» та «Битва під Парижем» отримав звання професора батального живопису. Того ж року очолив батальний клас Петербурзької академії мистецтв, яким керував аж до 1894 року. Серед учнів: Петро Грузинський, Микола Зауервейд, Адольф Шарлемань, Костянтин Філіппов, Микола Шідлер, Василь Штенберг. Помер у Дрездені 11 [24] березня 1903 року.

## Творчість
Писав переважно батальні картини. Серед них:
- «Бій при Кульмі» (середина 1840-х, розпочата Олександром Зауервейдом);
- «Битва під Лейпцигом. 1813 рік» (середина 1840-х, розпочата Олександром Зауервейдом; Нижньотагільський музей образотворчих мистецтв);
- «Взяття Парижу» (середина 1840-х, розпочата Олександром Зауервейдом);
- «Відступ французів» (1846, Новгородський музей-заповідник);
- «Битва при Гісгюбілі 16 серпня 1813 року» (1848?);
- «Епізод із угорської війни 1848 року» (Державний Російський музей);
- «Урочистий в'їзд імператора Олександра ІІ в Москву для коронації у 1856 році» (1859);
- «Взяття Шуміли» (1860, Калузький музей образотворчих мистецтв);
- «Відкриття пам'ятника «Тисячоліття Росії» в Новгороді» (1863, Національна галерея Вірменії);
- «Битва під Карсом 17 вересня 1855 року» (1866);
- «Атака лейб-гусарів під Варшавою у 1831 році» (1872, Третьяковська галерея);
- «Перехід російських військ через Аджарську ущелину на Кавказі» (1872, Третьяковська галерея);
- «Російські війська на Монмартрі» (1880);
- «Сьогодні ти, а завта я! Кульм, 1813 рік» (1886, Вологодська обласна картинна галерея);
- «Козаки і башкири в Кельні у 1815 році» (1887, Третьяковська галерея);
- «Сцена біля колодязя» (1890, Омський обласний музей образотворчих мистецтв);
- «Переправа через Березину» (1891, Іркутський обласний художній музей).

Також написав низку портретів: Олександра Зауервейда (Музей Російської академії мистецтв), «Старий учитель» (1900, Далекосхідний художній музей) та інші.
Брав участь у виставках з 1842 року (Петербурзької академії мистецтв та інших). Його роботи експонувалися на Всесвітніх виставках у Парижі у 1867 році, Відні у 1873 році, виставках в Антверпені у 1885 році, Берліні у 1886 році.

## У мистецтві
Портрети Богдана Віллевальде виконали Карл Крістіан Фоґель фон Фоґельштейн (1845, картон), Яків Андреєв (1900-ті, гравюра, див. картку).